# Rasela
Rasela (llamada oficialmente Santa María da Rasela) es una parroquia y un lugar del municipio español de Verín, en la provincia de Orense, Galicia.

## Toponimia
La parroquia también es conocida por el nombre de Santa María de Rasela.

## Organización territorial
La parroquia está formada por una entidad de población:
- Rasela  (A Rasela)

## Demografía
Gráfica demográfica de la villa y parroquia de Rasela según el INE español:
| Gráfica de evolución demográfica de Rasela entre 2000 y 2023 |
|                                                              |
| Datos según el nomenclátor publicado por el INE.             |